# Поплавок сірий
Поплавок сірий (Amanita vaginata) — вид грибів роду мухомор (Amanita). Гриб вперше класифіковано у 1783 році.

## Будова

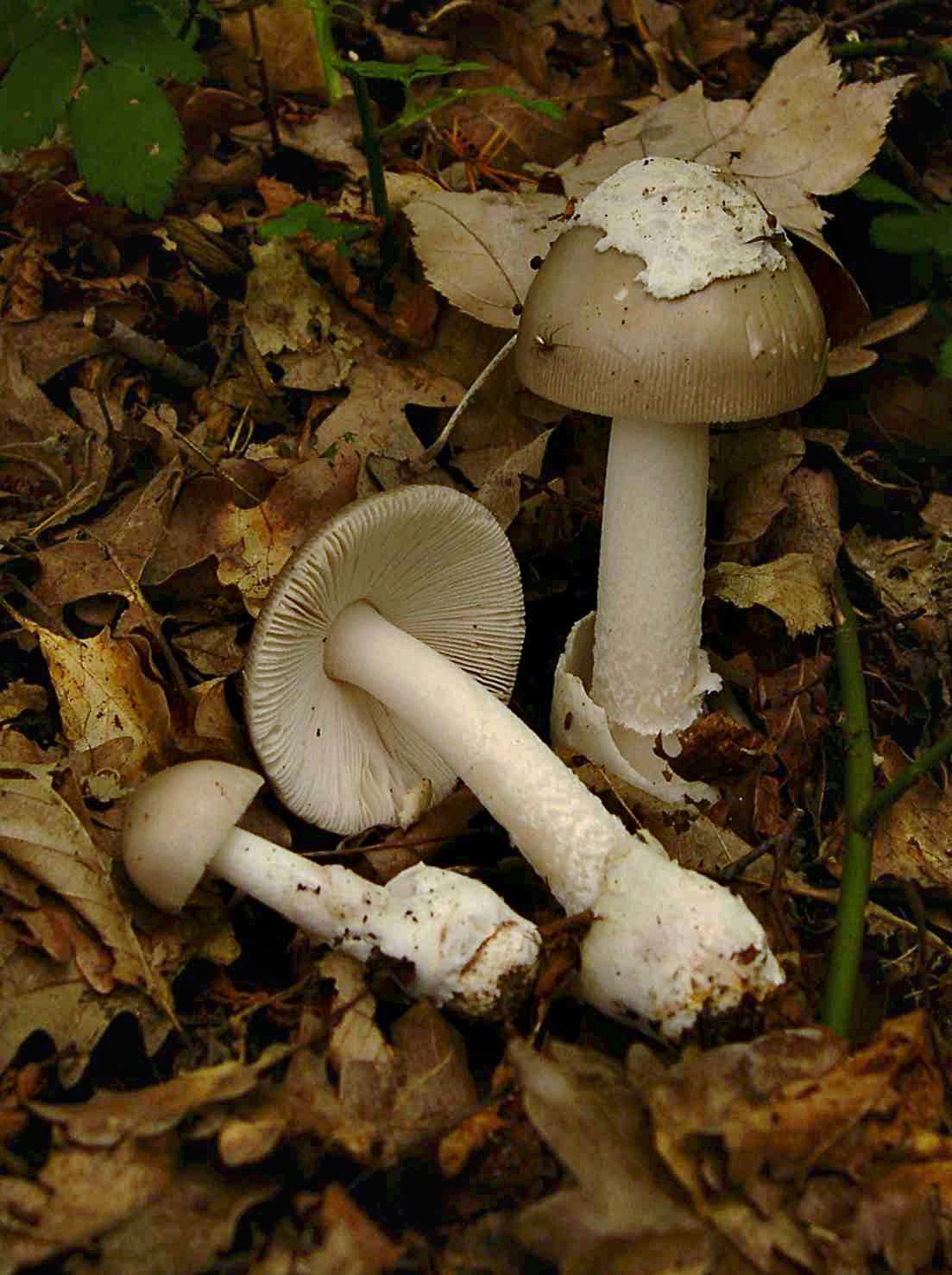

Великий гриб з високою до 12 см стрункою ніжкою, що росте з мішкоподібної вельви. Блідо-коричнева чи сірувата шапинка 6-12 см має борознистий край. На початку шапинка овальна, потім вона мутує і поступово набуває конічної форми, опуклої, і врешті решт стає пласкою, іноді з невеликою округлістю у центрі шапки. Пластини та спори — білі.

## Життєвий цикл
Росте з травня по жовтень.

## Поширення та середовище існування
Поширений у широколистяних лісах під буком, березою, дубом. Інколи зустрічається під хвойними деревами.

## Практичне використання
Поплавок сірий — маловідомий їстівний шапковий гриб, який вживають свіжим, солять, маринують. Токсин гриба знищується після термічної обробки. Схожий на їстівний Amanita fulva та смертельно-отруйні види мухоморів.
Хоча гриб не отруйний, більшість спеціалістів радять не вживати його в їжу, через високу ймовірність сплутати його з іншими отруйними представниками виду Amanita, схожими на нього. Посібники зазначають гриб як їстівний, але також існують записи про отруєння схожими видами.